# Finale Europacup I 1986
De finale van de Europacup I van het seizoen 1985/86 werd gehouden op 7 mei 1986 in het Estadio Ramón Sánchez Pizjuán in Sevilla. Voor het eerst sinds 1961 stond FC Barcelona opnieuw in de finale. De Spanjaarden namen het in eigen land op tegen het Roemeense Steaua Boekarest. Na 120 minuten stond het nog steeds 0-0. In de strafschoppenreeks stopte de Roemeense doelman Helmuth Duckadam alle strafschoppen van Barcelona. Steaua won met 2-0 en Duckadam werd "De Held van Sevilla".

## Wedstrijd
|            |                               |       |                                      | |
| 7 mei 1986 | Steaua Boekarest              | 0 – 0 | FC Barcelona                         | Estadio Ramón Sánchez Pizjuán, Sevilla Toeschouwers: 70.000 Scheidsrechter: André Daina (Zwitserland) |
| 7 mei 1986 |                               |       |                                      | Estadio Ramón Sánchez Pizjuán, Sevilla Toeschouwers: 70.000 Scheidsrechter: André Daina (Zwitserland) |
| 7 mei 1986 | Strafschoppen                 |       |                                      | Estadio Ramón Sánchez Pizjuán, Sevilla Toeschouwers: 70.000 Scheidsrechter: André Daina (Zwitserland) |
| 7 mei 1986 | Majearu Bölöni Lăcătuş Balint | 2 – 0 | Alexanko Pedraza Pichi Alonso Marcos | Estadio Ramón Sánchez Pizjuán, Sevilla Toeschouwers: 70.000 Scheidsrechter: André Daina (Zwitserland) |

| Steaua | Barcelona |

| Steaua Boekarest: |    |                    |            |
|                   |    |                    |            |
| GK                | 1  | Helmuth Duckadam   |            |
| RB                | 2  | Ştefan Iovan       |            |
| CB                | 4  | Adrian Bumbescu    | 107'       |
| CB                | 6  | Miodrag Belodedici | 21'        |
| LB                | 3  | Ilie Bărbulescu    | Kreeg geel |
| RM                | 8  | Mihail Majearu     |            |
| CM                | 5  | Lucian Bălan       | 72'        |
| CM                | 11 | László Bölöni      | 33'        |
| LM                | 10 | Gavril Balint      |            |
| AM                | 7  | Marius Lăcătuș     | 25'        |
| CF                | 9  | Victor Pițurcă     | 107'       |
| Invallers:        |    |                    |            |
| MF                | 13 | Anghel Iordănescu  | 72'        |
| FW                | 14 | Marin Radu         | 107'       |
| Coach:            |    |                    |            |
| Emerich Jenei     |    |                    |            |

| FC Barcelona:  |    |                     |      |
|                |    |                     |      |
| GK             | 1  | Urruti              |      |
| RB             | 2  | Gerardo             |      |
| CB             | 3  | Migueli             |      |
| CB             | 6  | José Ramón Alexanco |      |
| LB             | 4  | Julio Alberto       | 23'  |
| RM             | 9  | Ángel Pedraza       |      |
| CM             | 5  | Víctor Muñoz        |      |
| CM             | 8  | Bernd Schuster      | 85'  |
| LM             | 11 | Marcos              |      |
| CF             | 7  | Francisco Carrasco  | 21'  |
| CF             | 10 | Steve Archibald     | 106' |
| Invallers:     |    |                     |      |
| MF             | 15 | Josep Moratalla     | 85'  |
| FW             | 16 | Pichi Alonso        | 106' |
| Coach:         |    |                     |      |
| Terry Venables |    |                     |      |